# Kabinett Erdoğan III
Das Kabinett Erdoğan III amtierte vom 6. Juli 2011 bis zum 28. August 2014 als 61. Regierung der Republik Türkei (61. Türkiye Hükûmeti). Recep Tayyip Erdoğan bildete das Kabinett nach den Parlamentswahlen in der Türkei am 12. Juni 2011, bei der die AKP 327 der 550 Parlamentssitze errang. Es war sein dritter Wahlsieg in Folge (nach den Wahlen 2002 wurde das Kabinett Erdoğan I, nach den Wahlen 2007 das Kabinett Erdoğan II gebildet). Kabinettsumbildungen fanden am 24. Januar und am 25. Dezember 2013 statt.
Alle Minister des Kabinetts waren Mitglieder der Partei AKP.
Erdoğan verfehlte die angestrebte Zweidrittelmehrheit, um alleine die Verfassung ändern zu können (diese verfehlte er auch schon bei den Wahlen 2002 und 2007; wohl hat die AKP seit 2002 eine Mehrheit der Parlamentssitze).
Am 17. Dezember 2013 gab es Großrazzien und Festnahmen dutzender Verdächtiger. Danach erschütterte ein Korruptionsskandal die Türkei. Bei den Ermittlungen geht es unter anderem darum, ob gegen Zahlung von Schmiergeld Sanktionen gegen die Iranische Republik Iran unterlaufen und illegale Baugenehmigungen erteilt wurden. Erdogan hat die Ermittlungen „dreckige Operation“ gegen seine Regierung genannt; es gebe Hintermänner im In- und Ausland.
Im Rahmen dieses Skandals gerieten der Wirtschafts-, Innen-, Umwelt- und EU-Minister unter Korruptionsverdacht, von denen erstere drei ihren Rücktritt anboten. Daraufhin vollzog Erdoğan zum 25. Dezember 2013 eine Umbildung des Kabinetts bei der insgesamt zehn Minister ausgetauscht wurden.
Die Regierung ließ 500 auch ranghohe Polizisten des Amtes entheben (darunter den Polizeichef von Istanbul), offenbar um die Ermittlungen zu erschweren oder zu stoppen. Ein türkischer Staatsanwalt beklagte am 26. Dezember, er sei daran gehindert worden, die Regierungszirkel betreffenden Korruptionsuntersuchungen auszuweiten. Er deutete auch systematischen Druck der Polizei auf die Justiz an.

## Minister
| deutsche Amtsbezeichnung                               | türkische Amtsbezeichnung                  | Amtsinhaber           | Partei | Amtszeit                                  |
| ------------------------------------------------------ | ------------------------------------------ | --------------------- | ------ | ----------------------------------------- |
| Ministerpräsident                                      | Başbakan                                   | Recep Tayyip Erdoğan  | AKP    | 14. März 2003 – 28. August 2014           |
| Stellvertretender Ministerpräsident                    | Başbakan Yardımcısı                        | Bülent Arınç          | AKP    | 1. Mai 2009 – 28. August 2014             |
| Stellvertretender Ministerpräsident                    | Başbakan Yardımcısı                        | Ali Babacan           | AKP    | 1. Mai 2009 – 28. August 2014             |
| Stellvertretender Ministerpräsident                    | Başbakan Yardımcısı                        | Bekir Bozdağ          | AKP    | 6. Juli 2011 bis 25. Dezember 2013        |
| Stellvertretender Ministerpräsident                    | Başbakan Yardımcısı                        | Emrullah İşler        | AKP    | 25. Dezember 2013 – 28. August 2014       |
| Stellvertretender Ministerpräsident                    | Başbakan Yardımcısı                        | Beşir Atalay          | AKP    | 6. Juli 2011 – 28. August 2014            |
| Justizminister                                         | Adalet Bakanı                              | Sadullah Ergin        | AKP    | 1. Mai 2009 bis 25. Dezember 2013         |
| Justizminister                                         | Adalet Bakanı                              | Bekir Bozdağ          | AKP    | 25. Dezember 2013 – 28. August 2014       |
| Minister für Familie und Sozialpolitik                 | Aile ve Sosyal Politikalar Bakanı          | Fatma Şahin           | AKP    | 6. Juli 2011 bis 25. Dezember 2013        |
| Minister für Familie und Sozialpolitik                 | Aile ve Sosyal Politikalar Bakanı          | Ayşenur İslam         | AKP    | 25. Dezember 2013 – 28. August 2014       |
| Minister für Europäische Union                         | Avrupa Birliği Bakanı                      | Egemen Bağış          | AKP    | 6. Juli 2011 bis 25. Dezember 2013        |
| Minister für Europäische Union                         | Avrupa Birliği Bakanı                      | Mevlüt Çavuşoğlu      | AKP    | 25. Dezember 2013 – 28. August 2014       |
| Minister für Wissenschaft, Industrie und Technologie   | Bilim, Sanayi ve Teknoloji Bakanı          | Nihat Ergün           | AKP    | 1. Mai 2009 1 bis 25. Dezember 2013       |
| Minister für Wissenschaft, Industrie und Technologie   | Bilim, Sanayi ve Teknoloji Bakanı          | Fikri Işık            | AKP    | 25. Dezember 2013 – 28. August 2014       |
| Minister für Arbeit und Soziale Sicherheit             | Çalışma ve Sosyal Güvenlik Bakanı          | Faruk Çelik           | AKP    | 6. Juli 2011 – 28. August 2014            |
| Minister für Umwelt und Stadtplanung                   | Çevre ve Şehircilik Bakanı                 | Erdoğan Bayraktar     | AKP    | 6. Juli 2011 bis 25. Dezember 2013        |
| Minister für Umwelt und Stadtplanung                   | Çevre ve Şehircilik Bakanı                 | İdris Güllüce         | AKP    | 25. Dezember 2013 – 28. August 2014       |
| Minister für Auswärtige Angelegenheiten                | Dışişleri Bakanı                           | Ahmet Davutoğlu       | AKP    | 1. Mai 2009 – 28. August 2014             |
| Wirtschaftsminister                                    | Ekonomi Bakanı                             | Mehmet Zafer Çağlayan | AKP    | 6. Juli 2011 bis 25. Dezember 2013        |
| Wirtschaftsminister                                    | Ekonomi Bakanı                             | Nihat Zeybekçi        | AKP    | 25. Dezember 2013 – 28. August 2014       |
| Minister für Energie und Naturschätze                  | Enerji Ve Tabii Kaynaklar Bakanı           | Taner Yıldız          | AKP    | 1. Mai 2009 – 28. August 2014             |
| Minister für Jugend und Sport                          | Gençlik ve Spor Bakanı                     | Suat Kılıç            | AKP    | 6. Juli 2011 bis 25. Dezember 2013        |
| Minister für Jugend und Sport                          | Gençlik ve Spor Bakanı                     | Akif Çağatay Kılıç    | AKP    | 25. Dezember 2013 – 28. August 2014       |
| Minister für Ernährung, Landwirtschaft und Tierhaltung | Gıda, Tarım ve Hayvancılık Bakanı          | Mehmet Mehdi Eker     | AKP    | 14. März 2003 2 − 28. August 2014         |
| Minister für Zoll und Handel                           | Gümrük ve Ticaret Bakanı                   | Hayati Yazıcı         | AKP    | 6. Juli 2011 – 28. August 2014            |
| Minister für Innere Angelegenheiten                    | İçişleri Bakanı                            | İdris Naim Şahin      | AKP    | 6. Juli 2011 bis 24. Januar 2013          |
| Minister für Innere Angelegenheiten                    | İçişleri Bakanı                            | Muammer Güler         | AKP    | 24. Januar 2013 bis 25. Dezember 2013     |
| Minister für Innere Angelegenheiten                    | İçişleri Bakanı                            | Efkan Ala             | AKP    | 25. Dezember 2013 – 28. August 2014       |
| Minister für Entwicklung                               | Kalkınma Bakanı                            | Cevdet Yılmaz         | AKP    | 6. Juli 2011 – 28. August 2014            |
| Minister für Kultur und Tourismus                      | Kültür ve Turizm Bakanı                    | Ertuğrul Günay        | AKP    | 29. August 2007 bis 24. Januar 2013       |
| Minister für Kultur und Tourismus                      | Kültür ve Turizm Bakanı                    | Ömer Çelik            | AKP    | 24. Januar 2013 – 28. August 2014         |
| Finanzminister                                         | Maliye Bakanı                              | Mehmet Şimşek         | AKP    | 1. Mai 2009 – 28. August 2014             |
| Minister für Nationale Bildung                         | Millî Eğitim Bakanı                        | Ömer Dinçer           | AKP    | 6. Juli 2011 bis 24. Januar 2013          |
| Minister für Nationale Bildung                         | Millî Eğitim Bakanı                        | Nabi Avcı             | AKP    | 24. Januar 2013 – 28. August 2014         |
| Minister für Nationale Verteidigung                    | Millî Savunma Bakanı                       | İsmet Yılmaz          | AKP    | 6. Juli 2011 – 28. August 2014            |
| Minister für Forsten und Wasserwirtschaft              | Orman ve Su İşleri Bakanı                  | Veysel Eroğlu         | AKP    | 29. August 2007 3 − 28. August 2014       |
| Gesundheitsminister                                    | Sağlık Bakanı                              | Recep Akdağ           | AKP    | 18. November 2002 bis 24. Januar 2013     |
| Gesundheitsminister                                    | Sağlık Bakanı                              | Mehmet Müezzinoğlu    | AKP    | 24. Januar 2013 – 28. August 2014         |
| Minister für Verkehr, Schifffahrt und Kommunikation    | Ulaştırma, Denizcilik ve Haberleşme Bakanı | Binali Yıldırım       | AKP    | 18. November 2002 4 bis 25. Dezember 2013 |
| Minister für Verkehr, Schifffahrt und Kommunikation    | Ulaştırma, Denizcilik ve Haberleşme Bakanı | Lütfi Elvan           | AKP    | 25. Dezember 2013 – 28. August 2014       |

## Änderungen

### Neue Ministerien
| deutsche Amtsbezeichnung               | türkische Amtsbezeichnung         |
| -------------------------------------- | --------------------------------- |
| Minister für Familie und Sozialpolitik | Aile ve Sosyal Politikalar Bakanı |
| Minister für Europäische Union         | Avrupa Birliği Bakanı             |
| Wirtschaftsminister                    | Ekonomi Bakanı                    |
| Minister für Jugend und Sport          | Gençlik ve Spor Bakanı            |
| Minister für Entwicklung               | Kalkınma Bakanı                   |

### Neue Minister
| Alt                                                                             | Neu |
| ------------------------------------------------------------------------------- | --- |
| Minister für Industrie und Handel (Sanayi ve Ticaret Bakanı)                    | Aufgeteilt in Minister für Wissenschaft, Industrie und Technologie (Bilim, Sanayi ve Teknoloji Bakanı) und Minister für Zoll und Handel (Gümrük ve Ticaret Bakanı) |
| Minister für Umwelt und Wald (Çevre ve Orman Bakanı)                            | Aufgeteilt in Minister für Umwelt und Städtebau (Çevre ve Şehircilik Bakanı) und Minister für Wald und Wasserwirtschaft (Orman ve Su İşleri Bakanı)                |
| Minister für Landwirtschaft und Dorfangelegenheiten (Tarım ve Köyişleri Bakanı) | Umgewandelt in Minister für Ernährung, Landwirtschaft und Tierhaltung (Gıda, Tarım ve Hayvancılık Bakanı)                                                          |
| Minister für Bauwesen und Besiedlung (Bayındırlık ve İskan Bakanı)              | Fusioniert mit Minister für Umwelt und Städtebau (Çevre ve Şehircilik Bakanı)                                                                                      |